# Patbón
Patbón är en ort i Mexiko.   Den ligger i kommunen Chamula och delstaten Chiapas, i den sydöstra delen av landet, 700 km öster om huvudstaden Mexico City. Patbón ligger 2 079 meter över havet och antalet invånare är 253.
Terrängen runt Patbón är lite bergig. Runt Patbón är det tätbefolkat, med 530 invånare per kvadratkilometer. Närmaste större samhälle är San Cristóbal de las Casas, 11,2 km söder om Patbón. Omgivningarna runt Patbón är en mosaik av jordbruksmark och naturlig växtlighet.